# Yang Qiuxia
Yang Qiuxia (en chino: 杨秋霞; 29 de julio de 2002) es una deportista china que compite en halterofilia. Ganó una medalla de bronce en el Campeonato Mundial de Halterofilia de 2024, en la categoría de 71 kg.

## Palmarés internacional
| Campeonato Mundial | Campeonato Mundial | Campeonato Mundial | Campeonato Mundial |
| Año                | Lugar              | Medalla            | Categoría          |
| ------------------ | ------------------ | ------------------ | ------------------ |
| 2024               | Manama (Baréin)    | Medalla de bronce  | 71 kg              |